# Pier Felice Barchi

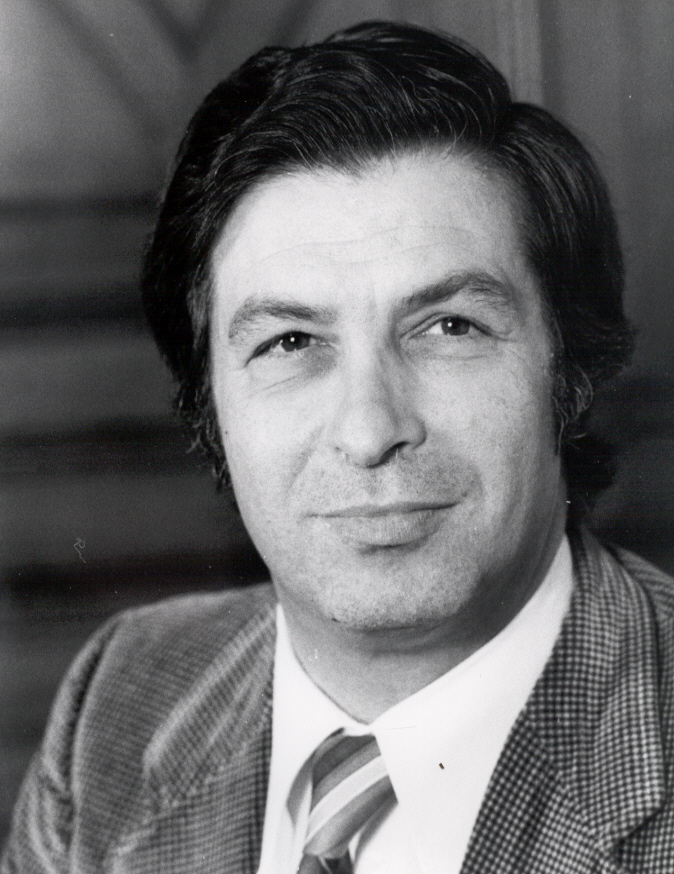
Pier Felice Barchi (1986)

Pier Felice Barchi (* 11. Mai 1929 in Bellinzona; † 19. August 2018 in Manno; heimatberechtigt in Arosio) war ein Schweizer Politiker (FDP). Er war von 1971 bis 1983 Nationalrat.

## Leben
Pier Felice hat in Basel, Wien, Turin und Bern Rechtswissenschaften studiert. 1953 wurde er promoviert. Danach hat er zusammen mit Kollegen eine Anwaltskanzlei mit Niederlassungen in Lugano und Bellinzona eröffnet.
Von 1959 wurde er in den Tessiner Grossen Rat gewählt, in dem schon seine beiden Grossväter für die historischen Kontrahenten der Tessiner Geschichte, nämlich FDP und CVP, Einsitz genommen haben. Im Grossen Rat war er zeitweise auch Fraktionspräsident der FDP. Er blieb dessen Mitglied bis 1975.

Pier Felice Barchi Nationalrat

1971 wurde Barchi in den Nationalrat gewählt. Dort war er Vizepräsident der FDP-Fraktion. Barchi galt als progressiver Freisinniger, der sich aber später dem in der Deutschschweiz dominierenden Rechtsfreisinn angenähert habe. Sein Rücktritt als Nationalrat 1983 wurde damit begründet, dass sich seine vermittelnde Position in den Auseinandersetzungen zwischen dem konservativen Rechtsfreisinn und dem sozial-liberalen Flügel nicht durchsetzen konnte.
Als weitere Gründe wurden Arbeitsüberlastung und familiäre Gründe angegeben. Trotzdem portierte ihn die Tessiner FDP mit 119 Stimmen bei bloss vier Enthaltungen 1983 als Kandidaten für die Nachfolge des zurückgetretenen Bundesrats Georges-André Chevallaz. Bei der Wahl setzte sich allerdings der offizielle Kandidat der FDP-Fraktion, Jean-Pascal Delamuraz, durch. Barchi erhielt 19 Stimmen.
Barchi war auch Vizepräsident der FDP Schweiz. Von 1978 bis 1988 präsidierte er die FDP Tessin. Er war zudem in mehreren Unternehmen Mitglied des Verwaltungsrats, darunter Swissair.